# Funiculaire de Zagreb
Le funiculaire de Zagreb (en croate : Zagrebačka uspinjača  ) est le funiculaire de Zagreb, en Croatie, situé dans la rue Tomić, reliant la rue Ilica (Donji Grad) à la promenade Strossmayer au nord (Gornji Grad). Ses 66 mètres de long en font l'un des funiculaires de transport en commun les plus courts au monde .

## Histoire
En 1888, un certain D.W. Klein obtint une concession pour construire à Zagreb un funiculaire. Le funiculaire a été construit et mis en service en 1890. Le funiculaire était propulsé par une machine à vapeur. Initialement, la pression de la vapeur était si basse et les réparations si fréquentes qu'il restait hors service près de la moitié du temps . En 1934, sa propulsion à vapeur fut remplacée par un moteur électrique .
En 1969, l'exploitation du funiculaire est suspendue pour des raisons de sécurité : ses systèmes sont usés. Les travaux de rénovation ont duré quatre ans et demi. Le funiculaire est remis en service le 26 juillet 1974 .
Ayant à l'esprit qu'il a conservé sa forme d'origine, sa construction et la plupart des propriétés techniques, il a reçu une protection légale en tant que monument de la culture .

Vues du funiculaire
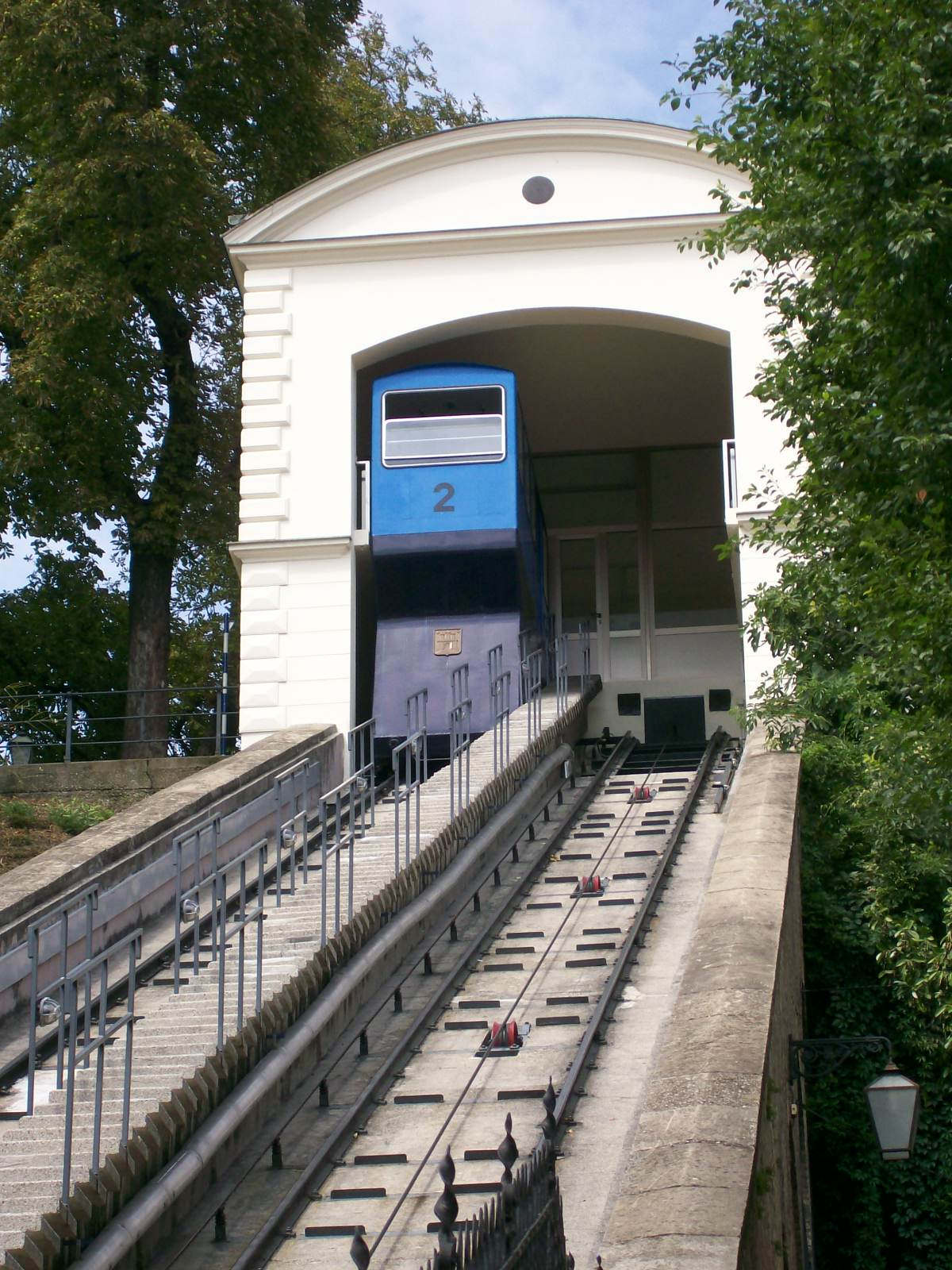
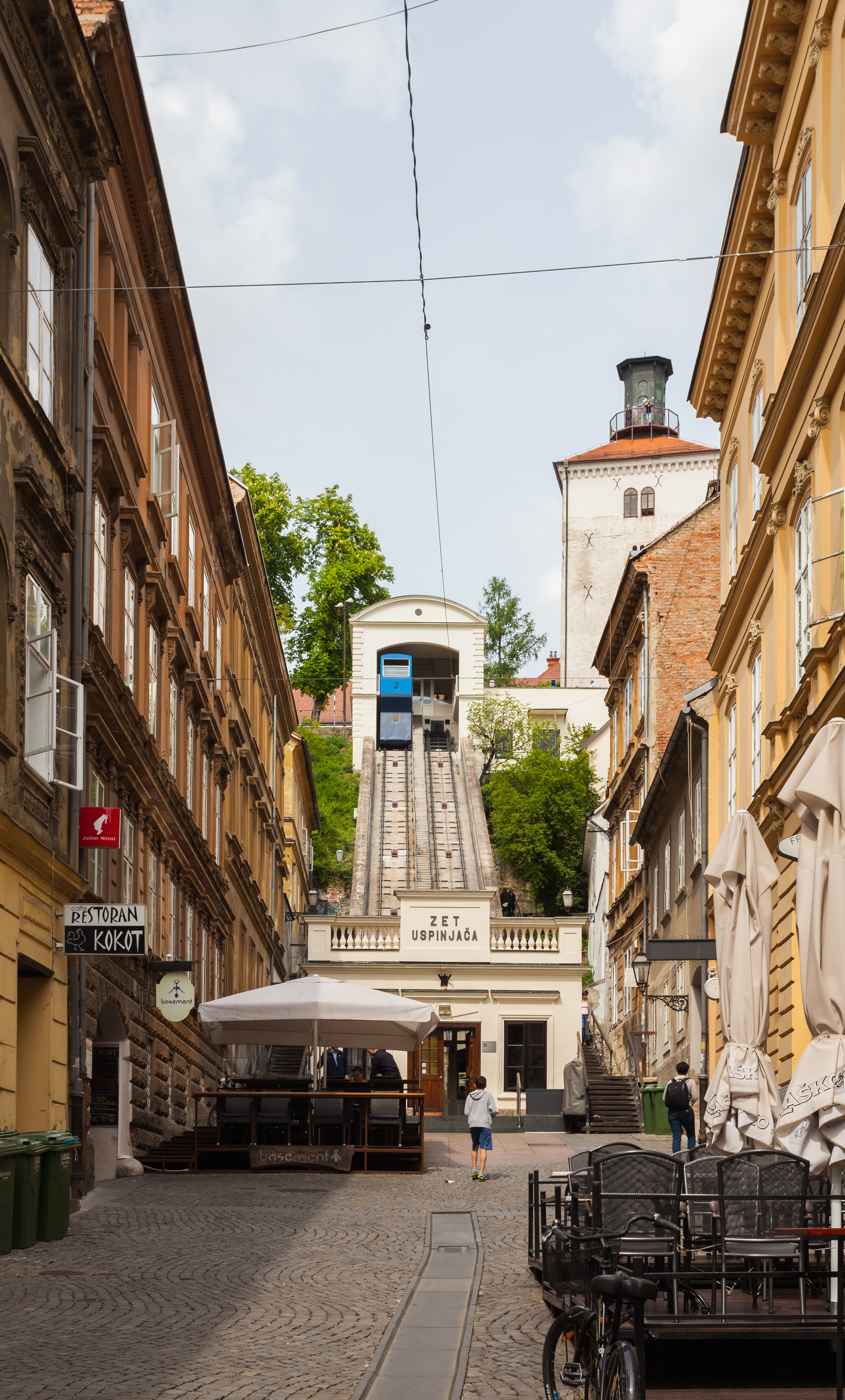

## Caractéristiques techniques
Le funiculaire dispose de deux voitures de 28 passagers chacune (16 places assises et 12 places debout). Il tourne à une vitesse d'un mètre et demi par seconde, nécessitant 64 secondes pour franchir la distance. Ses trajets sont programmés toutes les 10 minutes tous les jours de 6h30 à 24h00 . Il transporte plus de 600 000 passagers par an.